# 애시드 하우스

애시드 하우스(Acid house)는 하우스 음악의 한 장르로, 빠른 비트의 하우스 음악이다.